# Moos (Adelsgeschlecht)

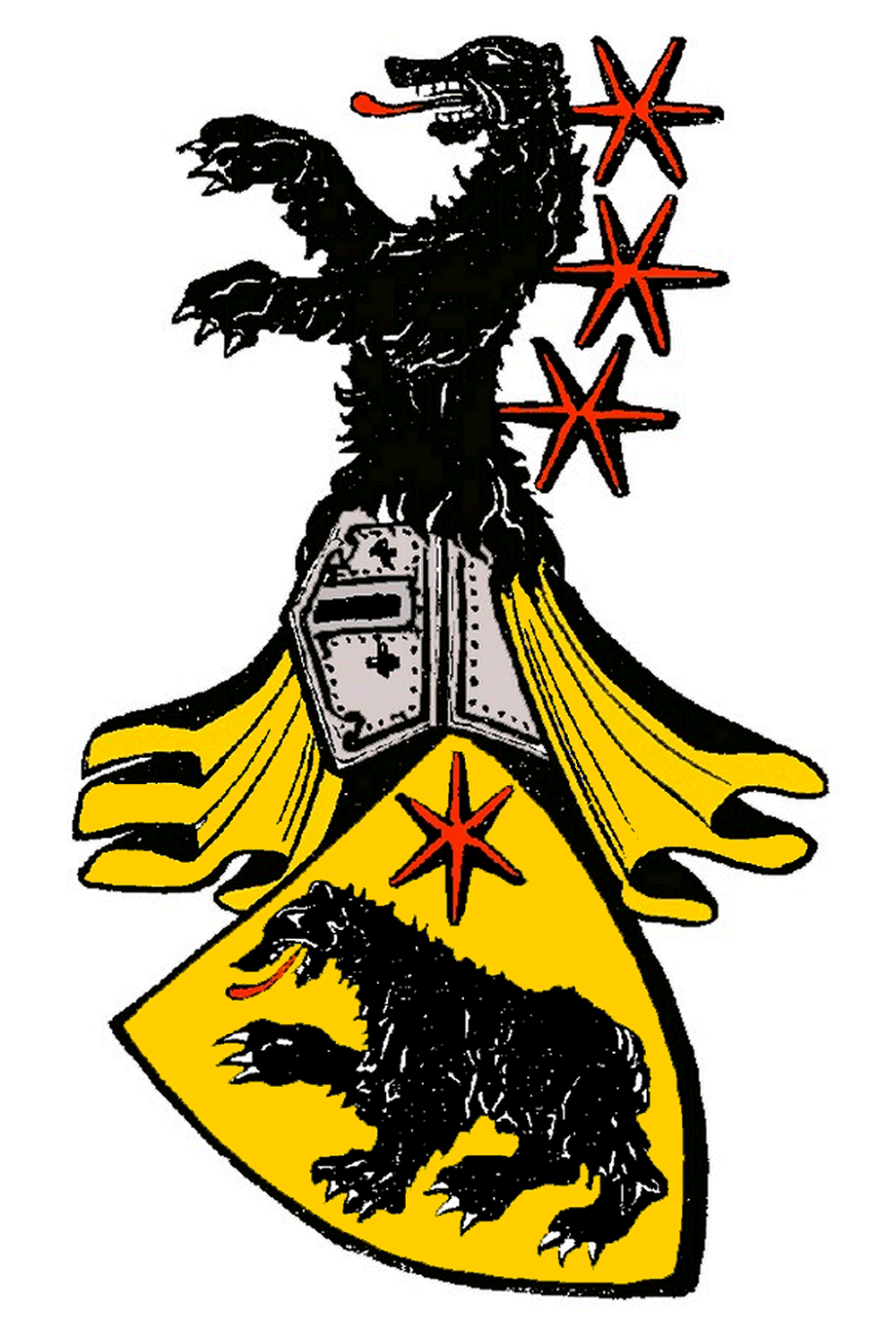
Wappen derer von Moos

Die von Moos sind ein aus dem innerschweizerischen Uri stammendes Ritteradelsgeschlecht (Uradel), das seit dem 14. Jahrhundert auch in Luzern vertreten ist. Aus dem Luzerner Zweig ging die Familie der Stahlindustriellen hervor.

## Geschichte
Das Ministerialengeschlecht wurde urkundlich erstmals 1281 mit Petrus villicus de Palude und mit Johann (1285 bis vor 1331), einem Ministerialen der Abtei Disentis in Ursern, erwähnt. Die ununterbrochene Stammreihe beginnt mit Konrad von Moos (1270–1328), der von 1309 bis 1317 urkundlich belegt ist.
Die von Moos verfügten über Lehen der Klöster Disentis, Wettingen und des Zürcher Fraumünsters und traten dort mit Gütern in Altdorf und Wassen im Urner Reusstal auf. Sie hatten als königliche Vögte und Ammänner über zwei Generationen die Vormachtstellung im Urserntal und hielten einen Anspruch auf die Reichsvogtei in der Leventina im ersten Viertel des 14. Jahrhunderts.
In der zweiten Hälfte des 14. Jahrhunderts büssten sie ihren politischen Einfluss ein. Die männliche Linie der Altdorfer Zweige starb im 17. Jahrhundert aus. Heiratsverbindungen wurden nur mit Unterwaldner und Luzerner Nobiles- und Ministerialengeschlechtern, nicht aber mit einheimischen, eingegangen.
In der ersten Hälfte des 14. Jahrhunderts pflegte die Familie über den Handel und den Gotthardverkehr rege Beziehungen zur Stadt Luzern. Ritter Jost von Moos (1328–1369), ein in österreichischen Diensten stehender Burggraf zu Neuhabsburg, liess sich um 1330 in Luzern nieder und begründete damit die Luzerner Linie der Familie. Zudem wurde jener auch Teilhaber an der Vogtei zu Malters und Gersau (ab 1333) und war ein Mitschiedsrichter im Marchenstreit zwischen den Kantonen Uri und Schwyz (1348). Junker Heinrich (1339–1386) ist als Hauptmann der Eidgenossen in der Schlacht bei Sempach (1386) aktenkundig. Durch die Heiratsverbindung mit den pro-österreichischen Herren von Freienbach trat er in den Dienst der Herrschaft Habsburg-Österreich und verwaltete mehrere Lehen und Pfandschaften, unter anderem die Feste und Herrschaft Neuhabsburg. 
Vertreter der Familie erreichten in der Politik der Stadt Luzern bedeutenden Einfluss. Sie stellten eine Reihe führender Politiker, Militärs und hoher Beamter in Stadt und Kanton Luzern. Josts Enkel Heinrich (1387–1430) war als Ratsmitglied (1402 Grossrat, ab 1416 Kleinrat) in Luzern und Schultheiss der Letzte des Luzerner Zweigs mit einer wichtigen politischen Rolle.
Die Familie konnte sich im entstehenden städtischen Patriziat nicht etablieren, da ein ökonomischer Niedergang ab 1550 und ein politischer Bedeutungsschwund seit dem Ende des 16. Jahrhunderts sie daran hinderte. Zu Beginn des 17. Jahrhunderts widerrief Kaspar (1582–1629), Chorherr zu Beromünster, seinen angestammten Glauben und zog aus der katholischen Innerschweiz nach Zürich und wurde damit zum Begründer des reformierten Zweiges der Familie im Kanton Zürich.
Ab 1680 waren Luzerner Vertreter der Familie im Eisenwarenhandel tätig und Ende des 18. Jahrhunderts setzte mit der Beteiligung am Eisen- und Textilgewerbe ein wirtschaftlicher und sozialer Aufstieg ein. Sie gehörten den Luzerner Zünften, vorab der Zunft zu Safran, an. Peter (1636–1713) war Krämerschultheiss (Vorsteher der Safran-Zunft) von Luzern und betrieb um 1680 in Kriens am Krienbach ein Hammerwerk und eine Nagelschmiede. Seither ist der Name von Moos mit der Herstellung und dem Handel mit Eisenwaren verbunden.
Die Familie brachte neben Industriellen, Geistliche, Juristen, Ärzte, Maschinen- und Bauingenieure, Architekten, Apotheker, Chemiker, Offiziere und Forstleute hervor. Ihr entstammen zudem Schriftsteller, Kunsthistoriker und Künstler wie die Maler Joseph (1859–1939), Paul (1882–1969) und Max sowie der Kunsthistoriker Stanislaus.

### Wappen der von Moos Luzern
- In Gold schrägrechts aufgerichteter rot bewehrter, rot bezungter, schwarzer Bär, im linken Obereck begleitet von einem sechsstrahligen, roten Stern. Auf dem Helm mit schwarz-goldenen Helmdecken ein wachsender schwarzer Bär mit drei roten Sternen auf dem Rücken.
- In Blau über grünem Dreiberg silbernes Hauszeichen überhöht von sechsstrahligem, goldenem Stern, begleitet von vier goldenen Steinen.[5]

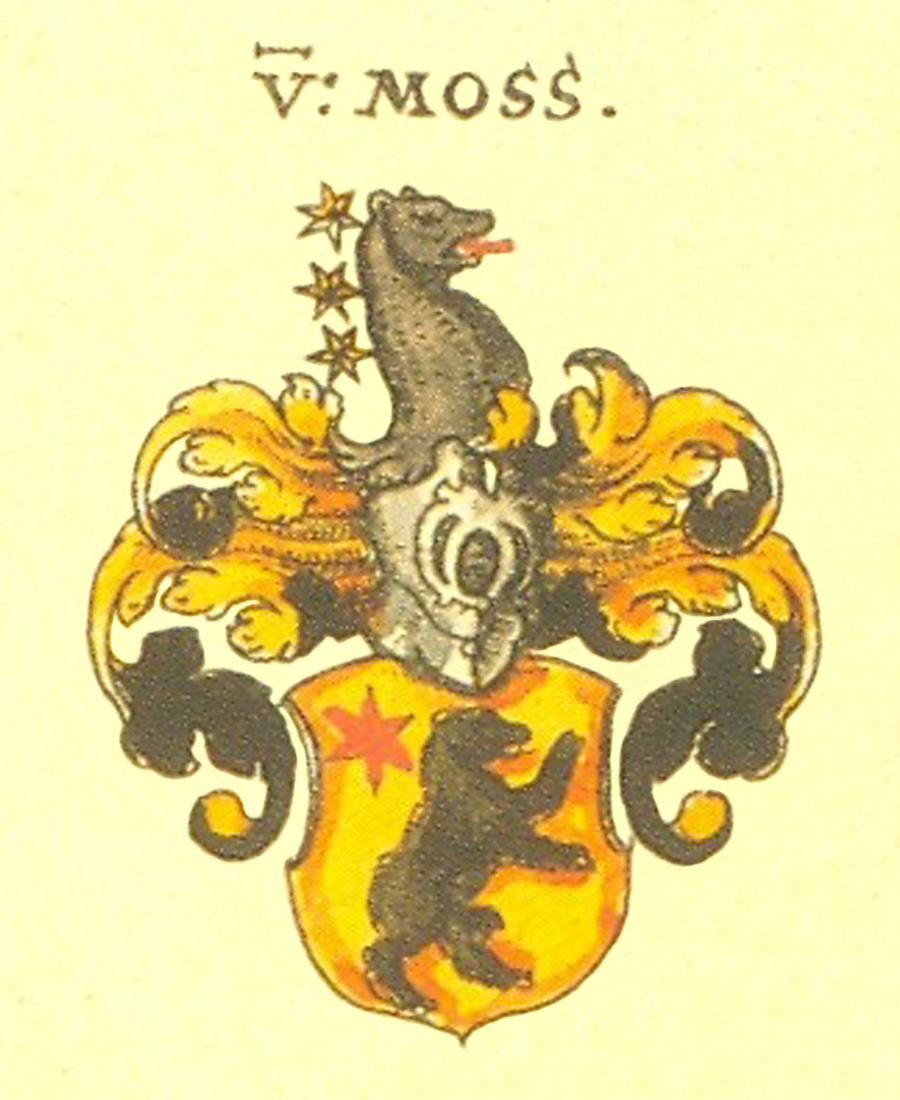
Wappen derer von Moos in Johann Siebmachers Wappenbuch von 1605, (seitenverkehrt)
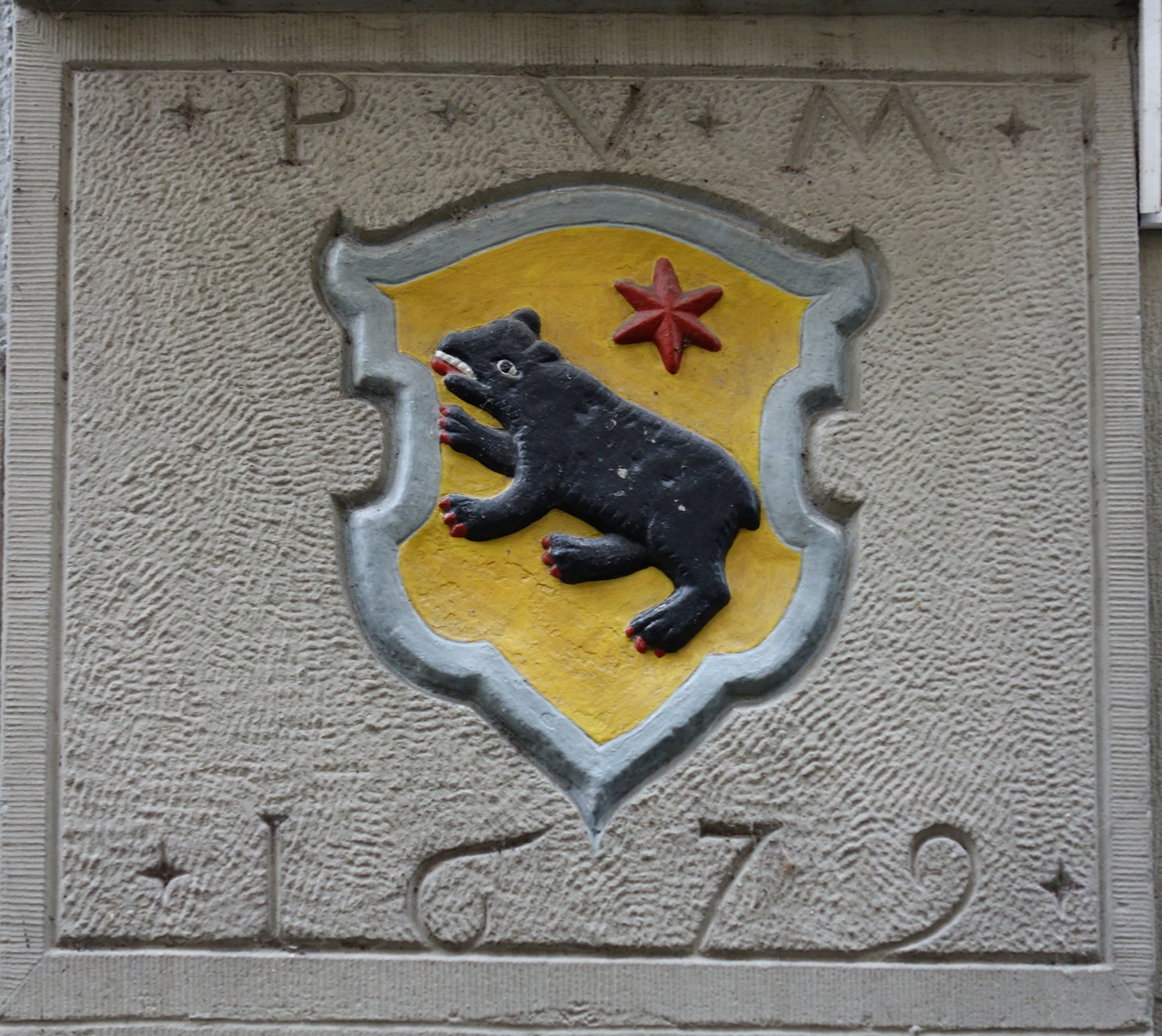
Peter von Moos, Luzern 1679

## Von Moos’sche Eisenwerke zur von Moos Stahl AG

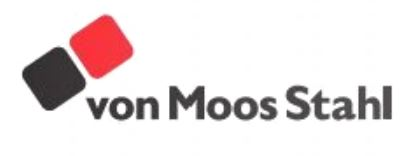
Logo von Moos Stahl

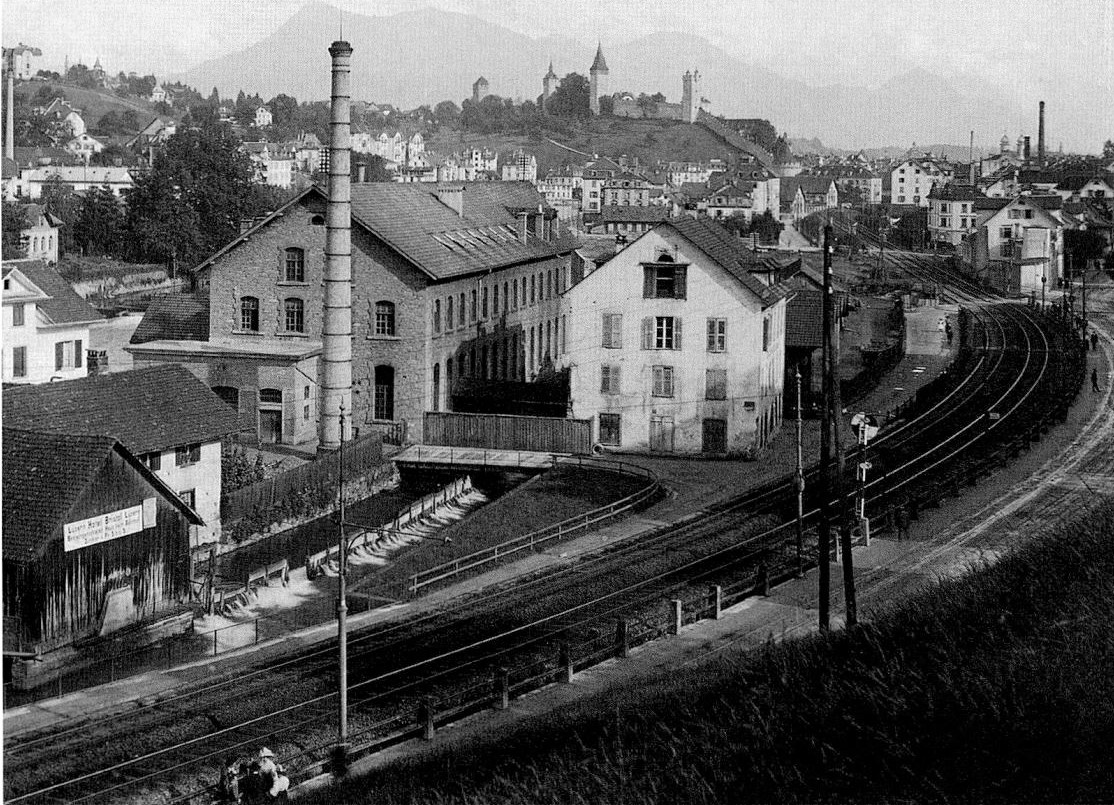
Reussinsel Luzern 1902

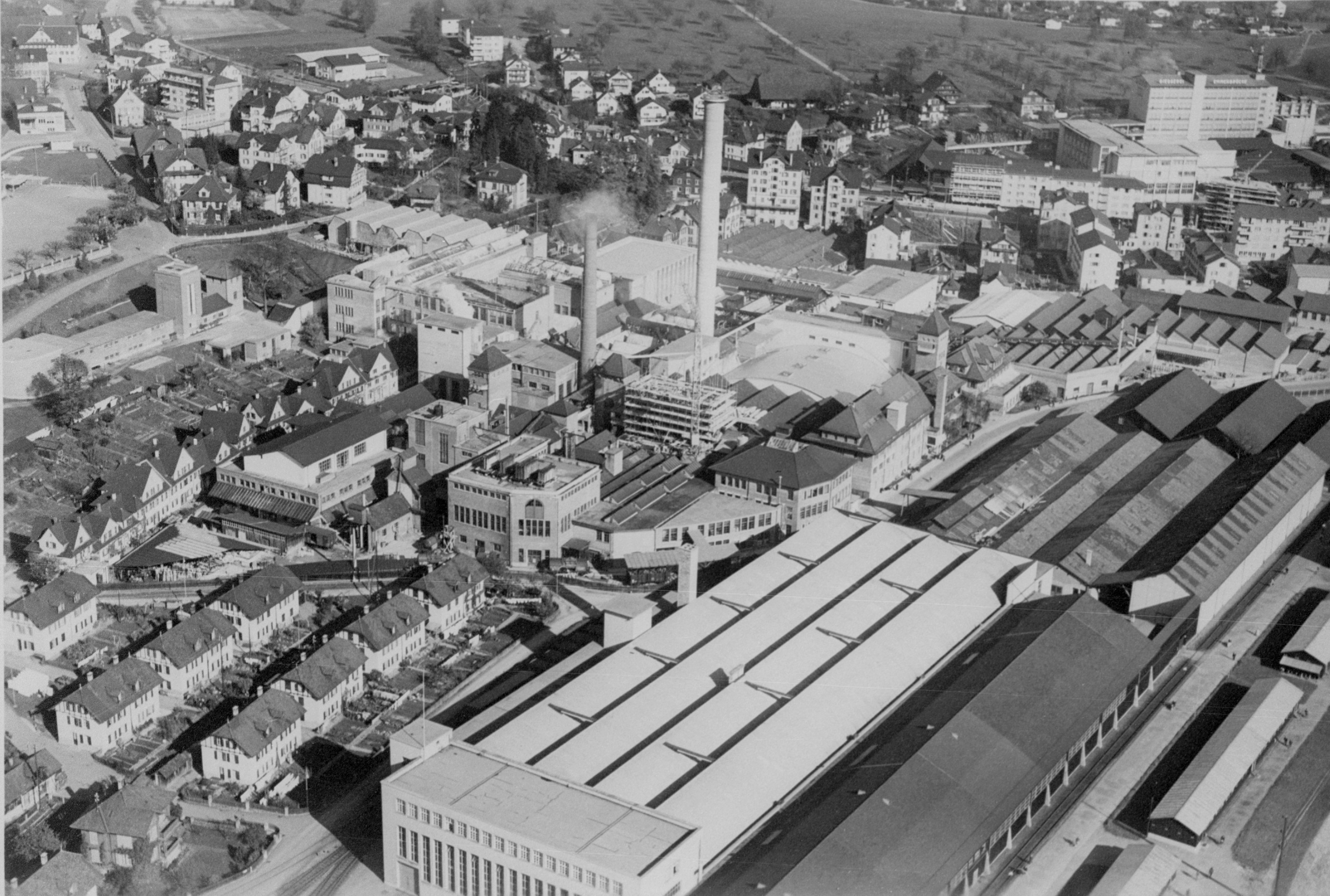
Von Moos Areal, Emmenbrücke

Die von Ludwig (1768–1828) anfangs des 19. Jahrhunderts betriebene Seidenbandfabrikation wurde eingestellt, während die Eisenverarbeitung von mehreren Generationen zu einem Familienunternehmen von internationaler Bedeutung aufgebaut wurde. Sein Urenkel, Ludwig von Moos-Schobinger (1743–1812), ein gelernter Kupferschmied, verhalf der Handelstätigkeit der Familie durch Einheirat in ein mit dem Eisenhandel verbundenes Grossratsgechlecht, zu ihrer Blüte.
1842 errichteten seine Enkel, die Kaufleute Ludwig von Moos-Schumacher (1817–1898) und Franz Xaver (1819–1897) auf der Reussinsel in Luzern einen Drahtzug und eine Nagelfabrik verlegten 1852 die Fabrikation nach Emmenweid (Emmenbrücke), wo sie das Gelände einer Papierfabrik erwerben konnten.
Der traditionelle Eisenwarenhandel wurde seit 1852 im Anderallmend-Haus am Kasernenplatz in Luzern weitergeführt, wo sich der Sitz des Konzerns im von 1867 bis 1871 erbauten Verwaltungs- und Direktorengebäude befand.
Nach Ludwigs Tod baute dessen Sohn Eduard (1855–1911) 1887 die Herstellung von Halb- und Fertigprodukten wie Walzerzeugnissen, Draht und Kleineisenwaren aus und errichtete 1889 ein Stahlwerk nach dem neuen Siemens-Martin-Verfahren, das als Rohstoff überwiegend Schrott verwendete und die erste derartige Anlage in der Schweiz war. Zur Deckung des durch den Werkausbau erhöhten Energiebedarfs gründete er 1894 das Elektrizitätswerk Rathausen (Gemeinde Emmen), aus dem die Centralschweizerischen Kraftwerke hervorgingen. Die Industriellenfamilie liess für die Arbeiter zahlreiche Wohnungen errichten, was diese 1905 nicht vom ersten Arbeiterstreik abhielt.
Ludwig (1877–1956) wurde 1911–1912 mit einer Unternehmenskrise konfrontiert die eine Konzentration auf den Produktionsstandort in Emmenbrücke erforderte.

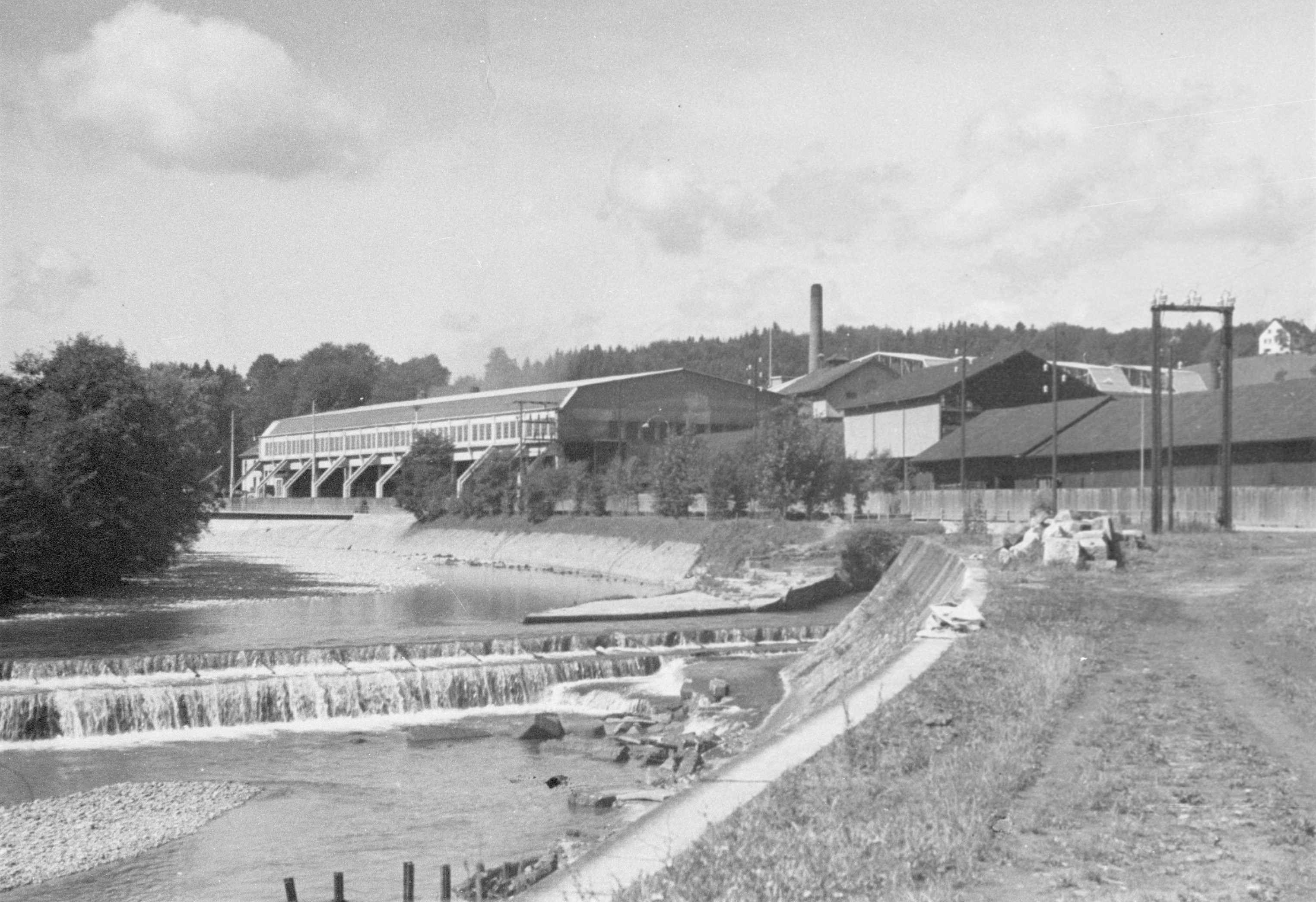
Stabeisenwerk mit Schrotthalle von 1942

Während des Zweiten Weltkrieges erfolgte unter Moritz (1898–1972) eine enorme Produktionszunahme (vom Stahl bis zum Nagel) sowie die Verdoppelung der Arbeiterzahl auf 1900.
Die von Moosschen Werke entwickelten sich im 20. Jahrhundert zu einer Gruppe von 30 Gesellschaften (seit 1987 mit Holding-Struktur), die vor allem in der Stahlherstellung, der Stahlverarbeitung und im Stahl- und Verbindungselementehandel in Europa und Übersee tätig waren und sich gegen die Konkurrenz der ausländischen Konzerne auch in Kriegs- und Krisenzeiten zu behaupten vermochten.
Marksteine in der Unternehmensentwicklung waren das erste Ministahlwerk (1938), ein Kaltwalzwerk (1946–1948) und ein Massenstahl-Warmwalzwerk (1955), die erste Bogenstranggussanlage mit gebogener Kokille für Stahl (1958), die Errichtung einer Präzisionszieherei für Blankstahl (1970–73) und eines Edelstahl-Warmwalzwerks (1978–1980), die Entwicklung eines neuen Tunnelausbauverfahrens mit weltweiter Patentierung, der Erwerb eines Stahl- und Warmwalzwerks in den USA (1991) sowie die Übernahme einer Betonwarenfabrik im deutschen Halberstadt (1991).
Walter (1918–2016) reagierte auf die ab 1975 herrschende Konjunktur- und Stahlkrise mit der Spezialisierung auf Qualitätsstahl.
Seit 1988 war die von Moos Stahl AG eine Publikumsgesellschaft.
Unter der Leitung seines Sohnes André von Moos (* 1949), seit 1992 Direktionspräsident, schloss die Von-Moos-Gruppe 1995 mit Gewinn ab. Der Turnaround schien trotz der enormen Investitionen des Vaters und der immer noch andauernden Krise gelungen.
In der Folge veranlassten Schweizer Grossbanken die Übernahme des Stahlgeschäftes der notleidenden Firma Von Roll in Gerlafingen durch die Von Moos Holding. Bald darauf übernahmen diese Grossbanken die Von Moos Holding, was zum Austritt der Familie von Moos aus dem Unternehmen und 1996 zur Konzentration der schweizerischen Stahlproduktion und -verwalzung unter dem neuen Namen Swiss Steel AG führte. Zehn Jahre später verkauften die Grossbanken die Swiss Steel an den deutschen Konkurrenten Schmolz + Bickenbach.

## Persönlichkeiten
- Heinrich von Moos (Landammann) († 1386), Schweizer Adliger und Landammann
- Heinrich von Moos (Schultheiss) († 1430), Schweizer Adliger und Schultheiss der Stadt
- Walter von Moos (1918–2016), Schweizer Chemiker und Industrieller